# Muswellbrook
Muswellbrook é uma cidade de Nova Gales do Sul, na Austrália. Localiza-se a cerca de 243 km ao norte de Sydney e 127 km a noroeste de Newcastle.